# カリエド駅
カリエド駅（カリエドえき、英語 : Carriedo LRT Station）は、マニラ市の中心地区の一つであるサンタクルーズとキアポ地区にあるマニラ・ライトレール・トランジット・システム (Manila LRT)  LRT-1線（グリーンライン）の駅であり、リザール (Rizal Avenue)と、カリエド通り (Carriedo Street)　の交差点付近にある。

## 駅構造
相対式ホーム2面2線を有する高架駅である。

## 駅周辺
- Quiapo Church
- Escolta Street
- Plaza Lacson
- Ongpin Street
- Arroceros Forest Park
- FEATI University.